# Вул, Бенцион Моисеевич
Бенцион Моисеевич Вул (9 (22) мая 1903, Белая Церковь, Киевская губерния (ныне Украина) — 9 апреля 1985, Москва) — советский физик, специалист в области физики диэлектриков, полупроводников и квантовой электроники. Академик АН СССР (1972, член-корреспондент АН СССР с 1939 года). Герой Социалистического Труда. Лауреат Ленинской премии и Сталинской премии второй степени.

## Биография
Родился 22 мая 1903 года в городе Белая Церковь, ныне Киевской области Украины, в рабочей еврейской семье.
Отец был кузнецом, колесником, имел небольшую мастерскую. В Белой Церкви будущий учёный окончил двухклассную еврейскую школу, затем учился в высшем начальном училище, Белоцероковской гимназии.
В 1920 году гимназист Вул добровольцем ушёл в Красную Армию. Воевал в Первой конной армии. По возвращении в Белую Церковь был избран секретарём городской организации комсомола и на этой работе оставался несколько месяцев.
В 1921 году Киевским губкомом комсомола был мобилизован в Киевский политехнический институт, где был зачислен на электротехнический факультет. Учёбу совмещал с комсомольской работой, в 1922 году вступил в ВКП(б)/КПСС. Выполненная им дипломная работа представляла собой проект тепловой электростанции для будущего Днепрогэса. Ещё во время работы над дипломом был зачислен в аспирантуру электротехнического факультета Киевского политехнического института. В январе 1928 года окончил институт и был оставлен аспирантом на кафедре электротехники. Аспирантуру закончил в конце 1929 года, защитив публично диссертацию.
С 1932 года работал в Физическом институте АН СССР. Академик Академии наук СССР (1972, член-корреспондент с 1939 года). Сыграл ключевую роль в разработке первых отечественных полупроводниковых диодов, транзисторов, солнечных батарей и полупроводниковых лазеров.

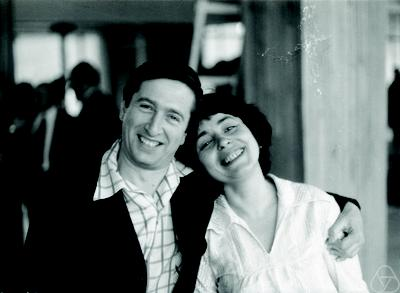
Яков Синай и Елена Вул, 1976 год

Совместно с Н. Г. Басовым и Ю. М. Поповым предложил идею создания полупроводниковых лазеров, эксимерных лазеров, возбуждаемых электронным пучком («Квантовомеханические полупроводниковые генераторы и усилители электромагнитных колебаний», ЖЭТФ. 1959. Т. 37. № 2). В декабре 1962 года советские авторы В. С. Багаев, Н. Г. Басов, Б. М. Вул и др. создали первый в СССР лазер на p-n переходе.
Одним из результатов многочисленных исследований Вула стало открытие сегнетоэлектрических свойств титаната бария, которые наблюдались у него в широком температурном интервале. Он мог быть получен в виде керамических изделий практически любых возможных форм и размеров. Сегнетоматериалы нашли своё применение в квантовой электронике, СВЧ технике и в других областях современной техники.
Был одним из академиков АН СССР, подписавших в 1973 году письмо учёных в газету «Правда» с осуждением «поведения академика А. Д. Сахарова». В письме Сахаров обвинялся в том, что он «выступил с рядом заявлений, порочащих государственный строй, внешнюю и внутреннюю политику Советского Союза», а его правозащитную деятельность академики оценивали как «порочащую честь и достоинство советского ученого».
Жил в Москве. До последнего дня своей жизни продолжал научную работу. Скончался 9 апреля 1985 года. Похоронен в Москве на Новодевичьем кладбище.
Дочь — Елена Бенционовна Вул (род. 1934), кандидат физико-математических наук, замужем за математиком Яковом Григорьевичем Синаем.

## Награды и премии
- Указом Президиума Верховного Совета СССР от 13 марта 1969 года «за большие заслуги в развитии советской науки» Вулу Бенциону Моисеевичу присвоено звание Героя Социалистического Труда.[5]
- 5 орденов Ленина (10.06.1945; 19.09.1953; 21.05.1963; 13.03.1969; 25.05.1973)
- орден Октябрьской Революции (17.09.1975)
- орден Трудового Красного Знамени (11.05.1981)
- орден Красной Звезды (22.02.1938)
- орден «Знак Почёта» (28.10.1967)
- медали
- Сталинская премия второй степени (1946); за открытие нового сегнетоэлектрика — титаната бария.
- Ленинская премия (1964); за создание полупроводникового квантового генератора.